# 이스즈 파고
이스즈 파고(Izusu Fargo)는 일본의 자동차 제조사인 이스즈 자동차에서 생산했던 미니밴이다. 1980년에 1세대 모델이 출시되었고, 1995년에 2세대 모델이 출시되었으며, 2001년에 단종되었다.